# Sepa (ägyptische Mythologie)
Sepa (deutsch: Tausendfuß) ist ein ägyptischer Gott, der als eine Art von Tausendfüßer dargestellt wurde. 

## Zoologische Interpretation

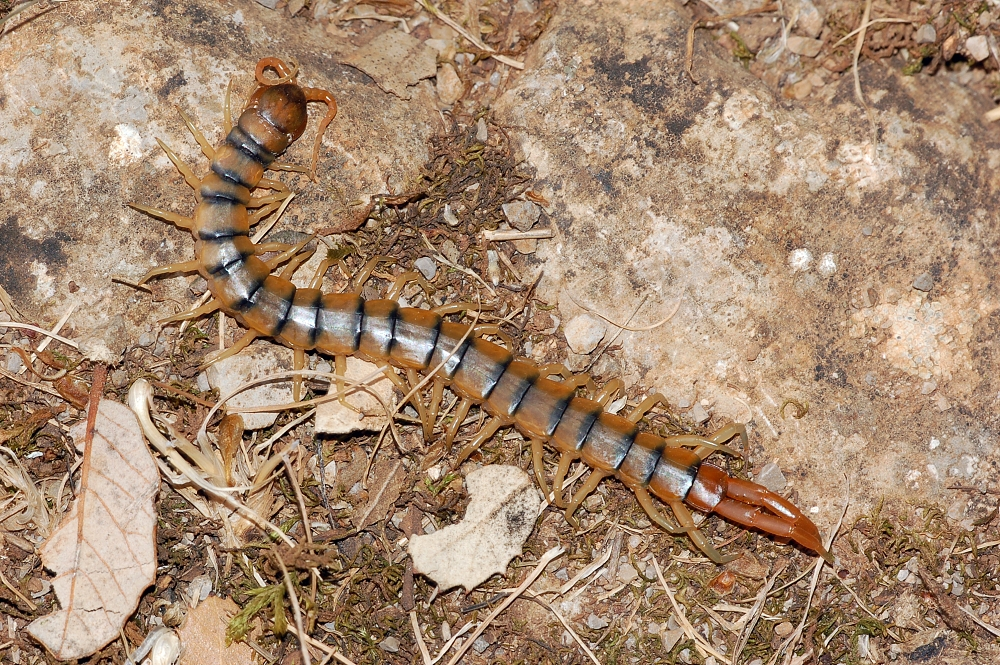
Europäischer Riesenläufer

Nach Informationen von Zoologen handelt es sich speziell um den im ganzen Mittelmeerraum vorkommenden Europäischen Riesenläufer (Scolopendra cingulata Latreille), eine Art der Hundertfüßer (Chilopoda). Dieses bis zu 15 Zentimeter lange Tier kann mithilfe zweier giftiger Greifzangen seine Beute töten und auch größeren Lebewesen schmerzhafte Bisse zufügen. Als einer der wenigen Gliederfüßer geht das Tier bei Bedrohung zum Angriff über.

## Seine Bedeutung
Sepa wurde als Helfer gegen bösartige Tiere vor allem in Heliopolis verehrt. In seiner Funktion als Totengott wurde er schon früh mit Osiris verbunden.
Zusammen mit dem Skarabäus und dem Skorpion der Göttin Selket ist Sepa einer der wenigen als heilig verehrten Gliederfüßer. Neben seiner Darstellung als wirbelloses Tier wurde er aber auch mit einem Eselskopf oder mit Hörnern dargestellt.